# Cacaopera
El cacaopera o Kakawira era una llengua misumalpa parlada pels cacaoperes, una ètnia que viu al Salvador. Actualment està extingida i se la considera força emparentada amb el matagalpa.

## Història
Durant el període clàssic de l'època precolombina els cacaoperes van emigrar a l'actual El Salvador entre els segles V i VII, i s'assentaren al nord dels actuals departaments de San Miguel, Morazán, La Unión i al municipi de Jucuarán al departament d'Usulután.
Entre els jaciments arqueològics de l'època precolombina associats a l'ètnia cacaopera estan: la cova Unamá, Xualaka, Yarrawalaje yi Siriwal. Al jaciment arqueològic de Xualaka se'l considera que va ser el lloc dominant i principal; mentre que Yarrawalaje, Siriwal i la cova Unamá eren centres cerimonials.
Després de la conquesta espanyola va començar l'extinció de l'idioma cacaopera, el problema va empitjorar després de la independència, fins que el 1974 va morir l'últim parlant de cacaopera al departament de Morazán.
Actualment l'ètnia cacaopera, encara que el seu idioma està extint, encara mantenen les seves tradicions i costums, una d'elles és la Dansa dels emplomats. Són representats per l'organització Winaka. I compten amb un museu dedicat a la cultura Cacaopera o Kakawira situat al municipi de Cacaopera.